# Semiothisa snoviata
Semiothisa snoviata är en fjärilsart som beskrevs av Alpheus Spring Packard 1876. Semiothisa snoviata ingår i släktet Semiothisa och familjen mätare. Inga underarter finns listade i Catalogue of Life.